# Zeekr Power
Zeekr Power ist ein Schnellladenetz in China für Elektroautos der chinesischen Marke Zeekr.

## Geschichte
Die Marke Zeekr wurde vom chinesischen Konzern Geely, zu dem auch das schwedische Automobilhersteller Volvo gehört, als Elektroautomarke gegründet, um gegen Nio und Tesla im Premiumsegment zu konkurrieren. Mit der Vorstellung des ersten Fahrzeugmodells 2021 bot Zeekr auch passende Wallboxen und eine Ladekarten-App an, sodass man das Fahrzeuge zuhause und unterwegs laden kann.
Zusätzlich zu Kooperationen mit anderen Ladenetzwerken begann die Abteilung Zeekr Power mit der Errichtung eigener Ladestandorte, die ähnlich zu Tesla Supercharger einem einheitlichen Konzept folgen, und mit selbstentwickelter Hardware ausgestattet sind, um den Zeekr Fahrzeugen besonders kurzen Ladestopps zu ermöglichen. Im März 2022 waren die ersten 38 Ladestationen in 20 Städten errichtet worden. Bis 2024 will Zeekr Power ein Netz mit 1000 Ladestationen in China anbieten können, und bis 2026 sollen es mindestens tausend Standorte mit mindestens zehntausend Ladestationen sein.
Im März 2024 gab Nio bekannt, dass sie sich an Zeekrs Ladenetzwerk beteiligen wollen, und es eine Kooperation bei den Wechselstationen mit Geely's E-Energie geben wird. Dies folgt dem neuesten Nio-Modell, dass ähnlich wie Zeekrs neuestes Modell, beim maximalen Ladestrom die bisher üblichen HPC mit 350 kW übersteigt. Im April 2024 konnte beim Zeekr 001 ein Ladestrom von 546 kW an einem Zeekr V3 Supercharger gezeigt werden.

## Zeekr Charge
Zeekr Charge ist die Ladekarten-App von Zeekr Power.
In Europa bietet Zeekr Charge das Ladenetzwerk von Plugsurfing an.

## Supercharger
Bis März 2022 wurden 20 Standorte in China mit Zeekr V1 Superchargern mit maximal 360 kW errichtet.
Im Juni 2022 begann die Errichtung von Zeekr V2 Superchargern, die nun maximal 600 kW (600 A bei 1000 V) liefern können. Eingesetzt werden Ladestation der Geely-Tochter VREMT. (News-Viridi Energy Mobility Technology). Bis Ende 2023 wurden 401 Ladestationen (mit V1 und V2) errichtet.
Im Dezember 2023 wurden die Zeekr V3 Supercharger vorgestellt, die nun maximal 800 kW liefern können. Die V3 Supercharger erreicht maximal 800 A mit maximal 1000 V für maximal 600 kW Dauerleistung je flüssig-gekühltem Ladekabel.